# Шахты (аэропорт)
Шахты —  аэропорт местных воздушных линий вблизи одноимённого города, Ростовская область. Используется для проведения авиационных работ. Создан 5 ноября 2014 года
Аэродром «Шахты» 4 класса, способен принимать самолёты Л-410, Ан-2 и аналогичные по массе, а также вертолёты всех типов.
На аэродроме базируется авиакомпания «Вираж», имеющая семь самолётов Ан-2.
Является аэродромом совместного базирования: здесь дислоцируются организации спортивной авиации — ЗАО «Шахтинский авиационно-ремонтный завод РОСТО» (производящий ремонт самолётов Як-18Т, Як-50, Як-52, Ан-2, вертолётов Ми-2, Ми-8, авиационных двигателей  АШ-62ИР, М-14), АНО ДО «Шахтинский аэроклуб РОСТО».

## Авиапроисшествия
6 февраля 2011 года вертолёт Ми-2, принадлежавший Шахтинскому аэроклубу РОСТО (Ростовская область), выполнявший задачу по отстрелу волков в одном из охотничьих хозяйств, около 22:00 по московскому времени при взлёте потерпел катастрофу в Черноземельском районе Калмыкии, в 20 км от посёлка Нарын-Худук в сторону посёлка Артезиан, вблизи села Адыковское. Погибли два члена экипажа (пилот и механик). В 14:00 того же дня у вертолёта отказал двигатель. Экипаж произвел вынужденную посадку и высадил пассажиров, осуществил ремонт двигателя своими силами. Около 22:00 экипаж попытался произвести взлёт, однако вертолёт упал и загорелся. Пилот успел позвонить одному из работников охотничьего хозяйства, к которому относится вертолёт, и сообщить о том, что машина падает, после чего связь оборвалась.
28 июля 2013 года не долетев 500 м до аэродрома из-за отказа двигателя совершил вынужденную посадку самолёт Ан-2. Воздушное судно повреждено (без возгорания), пострадавших нет. Разрушений на земле нет.